# Laura Spoya
Laura Vivian Spoya Solano (sinh ngày 25 tháng 7 năm 1991) là một người dẫn chương trình truyền hình, người mẫu và thí sinh cuộc thi sắc đẹp người Peru đã giành được danh hiệu sắc đẹp quốc gia với danh hiệu Hoa hậu Peru năm 2015. Cô đại diện cho Peru tham gia cuộc thi Hoa hậu Hoàn vũ 2015.

## Hoa hậu Peru 2015
Spoya được trao vương miện Hoa hậu Peru 2015 tại vòng chung kết cuộc thi quốc gia của đất nước này, được tổ chức vào ngày 2 tháng 6 năm 2015 tại Belmond Miraflores Park Hotel nằm ở vùng quê trực thuộc Lima. Bằng cách giành danh hiệu này, cô giành được quyền đại diện cho quốc gia quê hương Peru tham gia cuộc thi Hoa hậu Hoàn vũ 2015, được tổ chức vào ngày 20 tháng 12 năm 2015 tại Las Vegas, Nevada, Hoa Kỳ. Cô ra về mà không được xếp hạng mặc dù dược đánh giá là một ứng viên sáng giá để giành danh hiệu.

## 2016
Trước khi tôn vinh người kế nhiệm của mình trong vai trò Hoa hậu Peru, Spoya xác nhận cô sẽ đại diện cho Peru tham gia cuộc thi Reina Hispanoamericana 2016.

### Hoa hậu Mỹ Latinh 2016
Laura Spoya được trao vương miện tại Mexico vào ngày 22 tháng 9 đến ngày 1 tháng 10 năm 2016. Để tham gia cuộc thi sắc đẹp, Laura Spoya tạm dừng sự nghiệp ở Mexico với tư cách là một nữ diễn viên và người mẫu thể thao quay trở lại, tự hào đeo trên vai ruy băng mang tên Peru tham gia cuộc thi Riviera Maya.
Spoya lọt vào top 10 cùng với các đại diện của El Salvador, Mexico, Guatemala, Hoa Kỳ, Costa Rica, Panama, Brazil, Belize và Argentina. Sau đó, top 5 là các thí sinh đến từ Peru, Guatemala, Belize, Brazil và Mỹ Latina.